# Splątki neurofibrylarne

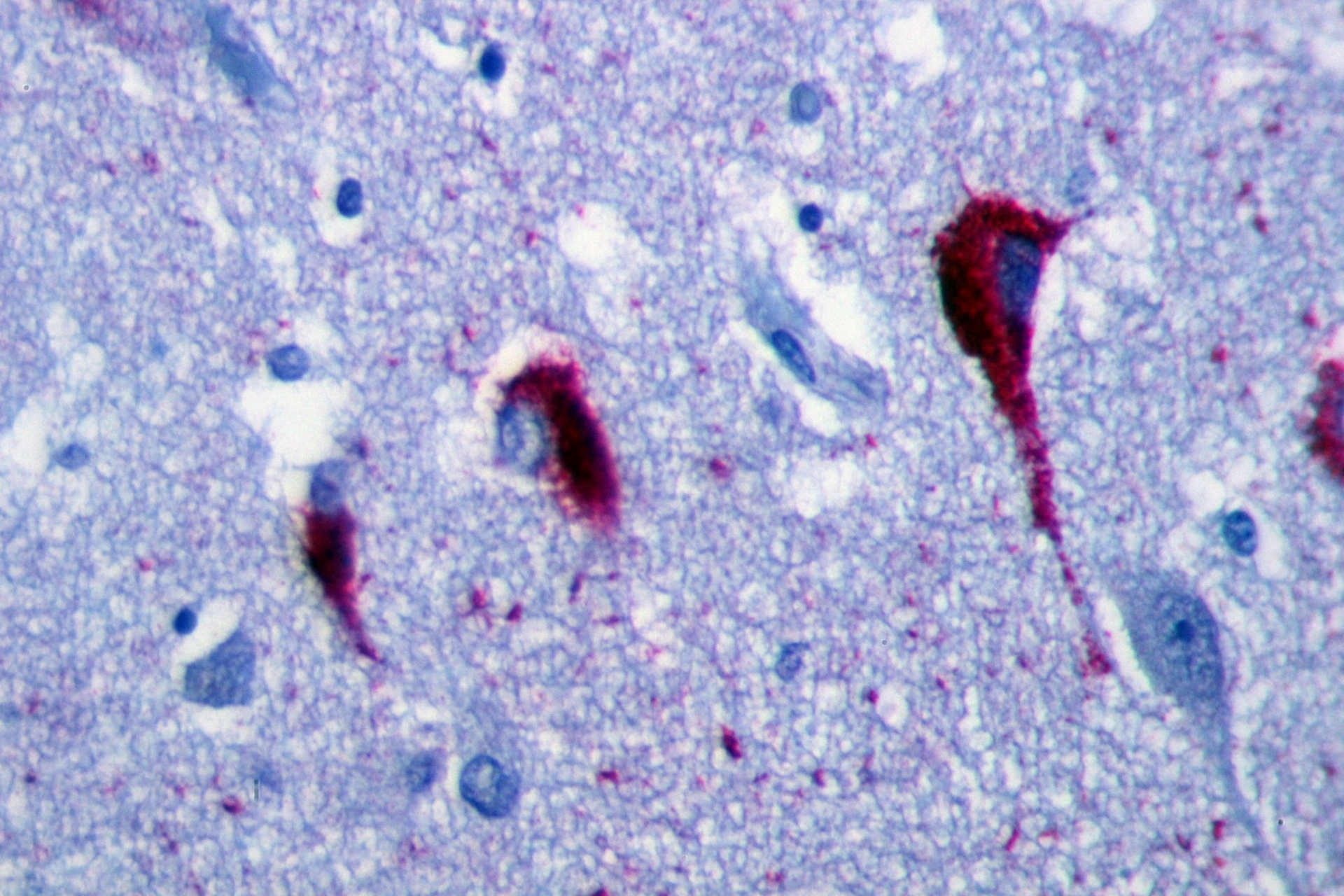
Splątki neurofibrylarne w mózgu osoby z otępieniem typu Alzheimera, barwienie immunohistochemiczne na obecność białka tau

Splątki neurofibrylarne, zwyrodnienie neurowłókienkowe (zmiany włókienkowe typu Alzheimera, ang. neurofibrillary tangles, NFTs) – patologiczne, wewnątrzkomórkowe agregacje białek, spotykane w cytoplazmie neuronów w niektórych chorobach neurodegeneracyjnych. Splątki są utworzone z hiperfosforylowanego białka tau. Mogą być widoczne na preparatach barwionych H-E, ale najlepiej widać je przy zastosowaniu specjalnych technik barwienia, takich jak metoda Bielschowsky’ego albo metoda Bodiana. Zostały opisane po raz pierwszy przez Aloisa Alzheimera. Są charakterystyczne, ale nie patognomoniczne, dla choroby Alzheimera. Obserwuje się je również w neuronach istoty czarnej w parkinsonizmie pośpiączkowym, w chorobie Guam, w korze mózgowej w parkinsonizmie pourazowym, w pniu mózgu i wzgórzu w postępującym porażeniu nadjądrowym.
Polskie określenie „splątki” wprowadził Jerzy Vetulani.